# Tihomir

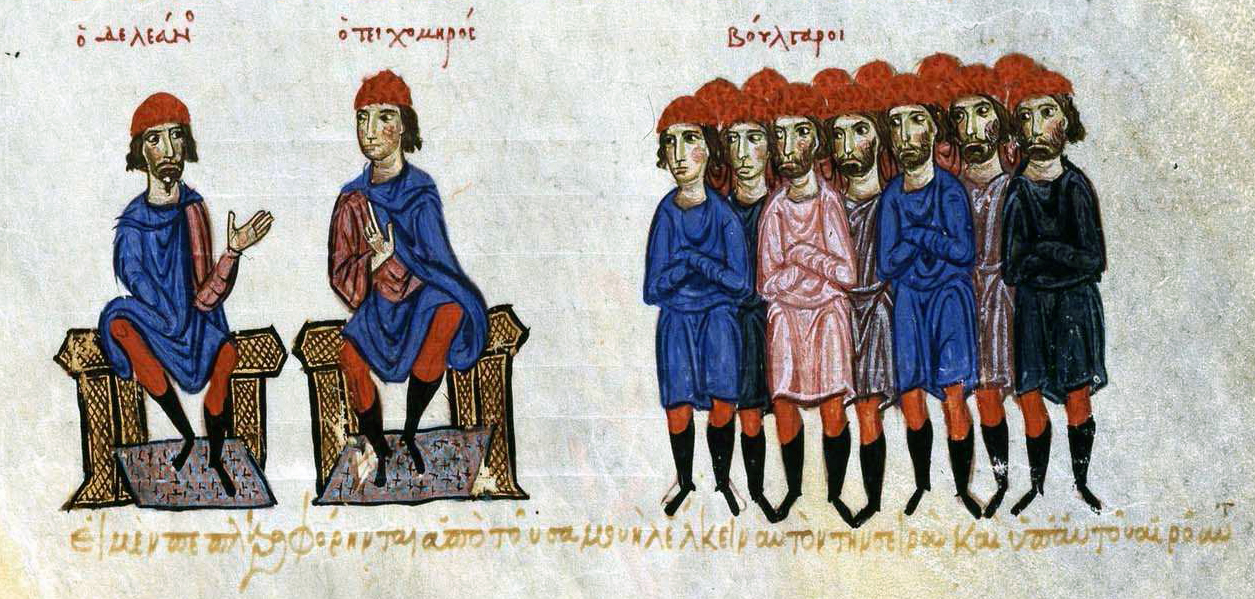
Pedro Delyan y Tihomir.

Tihomir (en búlgaro: Тихомир) fue un comandante militar búlgaro del siglo xi de la ciudad de Dirraquio, que había sido enviado allí para hacer frente a la rebelión en el norte del Imperio bizantino encabezada por el también búlgaro Pedro Delyan, pero que se negó a atacarlo y se alzó a su vez contra los bizantinos. Después entró en conflicto con Deljan, debido al apoyo que tenía como zar.

## Antecedentes
En 1040, Pedro Delyan se rebeló contra el dominio bizantino en el Thema de Bulgaria. La primera rebelión estalló en Belgrado donde Delyan fue proclamado zar. Delyan fue al sur, pasando por Rascia y Dendra y tomó las ciudades bizantinas de Niš y Skopie.
El estratego Basilio Sinadeno de Dirraquio, había reunido un ejército de las tierras circundantes y marchó a enfrentar a los rebeldes; sin embargo, la posición bizantina se vio socavada por uno de los subordinados de Basilio, Miguel Dermocaites. Dermocaites se quejó injustamente al emperador de la conducta desordenada de Basilio, que a causa de estas falsas acusaciones fue enviado a prisión. Dermocaites se hizo cargo de las tropas, pero rápidamente perdió su apoyo. En su lugar, los soldados eligieron jefe a uno de los suyos, Tihomir.

## La rebelión

Bulgaria bajo el dominio bizantino. Se muestran las diversas rebeliones contra el imperio que acontecieron durante el, entre ellas de la Pedro Delyan y Tihomir.

Las tropas de Tihomir iban a ser enviadas al norte, a Belgrado y Margum, donde atacarían a Delyan. En vez de eso Tihomir se unió a este.
Tihomir también fue proclamado zar por derecho propio, sin tener en cuenta las pretensiones al trono de Delyan. Este sabía que la existencia de dos cabecillas rebeldes y de campamentos separados debilitaría la rebelión e invitó a Tihomir a tratar con él. Durante la reunión tuvo lugar un debate entre Delyan y Tihomir, y Deljan hizo el discurso más convincente, indicando que un ejército con dos jefes inevitablemente fracasaría en su objetivo. Deljan afirmó que los búlgaros debían elegir un único caudillo y, dado que él era hijo de Gabriel Radomir y descendiente del heroico zar Samuel, deberían proclamarle único jefe y zar. Como resultado de la pérdida de este debate, Tihomir fue eliminado como rival y asesinado.